# Graulinien-Zwergspanner
Der Graulinien-Zwergspanner (Idaea subsericeata), auch Olivengrauer Kleinspanner oder Olivgrauer Kleinspanner genannt, ist ein Schmetterling (Nachtfalter) aus der Familie der Spanner (Geometridae).

## Merkmale
Die Falter erreichen eine Flügelspannweite von 18 bis 22 Millimeter; folgende Generationen (eines Jahres) sind mit 13 bis 20 Millimeter im Durchschnitt deutlich kleiner. Die Grundfarbe ist hellweiß, z. T. sogar glänzend weiß bis leicht bräunlich weiß. Die Querlinien sind grau oder auch etwas bräunlich. Insgesamt sind meist fünf Querlinien vorhanden, die kaum gewellt, aber bei deutlicher Zeichnung leicht gezähnelt sind. Innere und äußere Querlinie sind meist klar gezeichnet, die Mittelbinde häufig etwas breiter, aber etwas verwaschen. Die beiden Querlinien auf dem Saumfeld sind im Grunde dunkle Begrenzungen der Wellenlinie. Die Saumlinie ist mit dunklen Punkten markiert, die häufig in Richtung des Saumrandes gelängt sind oder durch Linien miteinander verbunden sein können. Sie können aber auch nahezu fehlen. Diskalflecke sind meist vorhanden, aber häufig wenig prominent bis fast fehlend.
Das ovale Ei besitzt in der Mitte des oberen Endes eine Vertiefung. Die Oberfläche weist kleine, flache Vertiefungen auf. Es ist zunächst hellgelb und färbt sich später hellorange mit roten Flecken.
Die Raupe ist relativ schlank, der Durchmesser verringert sich zum Vorderende ein wenig. Sie ist weißlich grau, grau, graubraun oder braun gefärbt und zeigt einen leicht rötlichen Rücken. Die Oberfläche wirkt runzelig und ist mit feinen Warzen besetzt. Die Rückenlinie ist verhältnismäßig schmal, dunkel und wird von dunklen Punkten gesäumt. Die Seitenlinien sind gelblich weiß. Der große Kopf trägt in der Mitte des Scheitels eine Einkerbung.
Bei der schwärzlich braunen bis goldbraunen Puppe zeichnet sich die Flügeläderung auf den grünlichen Flügelscheiden deutlich ab. Sie ist neun Millimeter lang und misst 2,9 Millimeter im Durchmesser. Der Kremaster ist etwa so lang wie breit und mit vier Paaren hakenförmig gekrümmten Borsten besetzt.

## Geographische Verbreitung und Habitat
Die Art ist in Süd- und Westeuropa einschließlich England, Irland und Südschottland weit verbreitet. In Mitteleuropa dagegen gibt es nur einige wenige, z. T. isolierte Vorkommen in West- und Südwestdeutschland, in Slowakei, Österreich, Slowenien und Ungarn. Größere Gebiete, in denen die Art vorkommt gibt es auf der Balkanhalbinsel mit zwei Ausläufern bis nach Nordrumänien. Im Osten zieht sich das Verbreitungsgebiet über ein isoliertes Vorkommen auf der Krim, die Nordosttürkei bis ins Kaukasusgebiet und eventuell in die zentralasiatischen Gebirge. Die Nachweise aus diesen Gebieten sind z. T. sehr alt, müssen noch bestätigt werden oder haben sich bereits als Fehlbestimmungen erwiesen. Daher ist die Ostgrenze der Verbreitung noch unsicher. Im Süden ist die Art auf sämtlichen größeren Mittelmeerinseln (ausgenommen Malta) und den griechischen Mittelmeerinseln bis Zypern beheimatet, und von dort entlang der Südostküste der Türkei bis nach Israel. In Nordafrika gibt es zwei kleinere isolierte Vorkommen in Marokko und ein größeres Vorkommen von Ostalgerien bis nach Tunesien. Andere Nachweise in Nordafrika haben sich als Fehlbestimmungen erwiesen. Im nördlichen Teil des Verbreitungsgebietes kommt die Art von Meereshöhe bis etwa 600 Meter Höhe vor. Im Süden steigt sie bis auf 1000 Meter an, in der Türkei auch bis 1900 Meter.
Die Art ist wärmeliebend. Sie bevorzugt warme Hänge, sonnenexponierte Waldränder und Waldlichtungen, Heckenreihen, Trockenrasen, Brachfelder, aufgelassene Weinberge und trockene Salzmarschen in Küstennähe.

## Phänologie und Lebensweise
Die Art bildet gewöhnlich zwei oder drei Generationen im Jahr aus. Im südlichen Mediterrangebiet und im Nahen Osten können über das gesamte Jahr neue Generationen entstehen. In West- und Mitteleuropa werden zwei Generationen gebildet, deren Falter von Anfang Mai bis Ende Juni und von Ende Juli bis Ende September fliegen. Die Falter sind hauptsächlich in der Dämmerung aktiv. Sie werden von künstlichen Lichtquellen angelockt und können geködert werden.
Die Raupen leben polyphag von welken oder verschimmeltem Pflanzenmaterial von verschiedenen krautigen Pflanzen. Nachgewiesen sind, z. T. wohl auch nur in der Zucht: Acker-Gauchheil (Anagallis arvensis), Gewöhnliche Vogelmiere (Stellaria media), Wegeriche (Plantago), Vogelknöterich (Polygonum aviculare), Ampfer (Rumex), Pflaume (Prunus domestica), Gewöhnliche Goldrute (Solidago virgaurea), Gartensalat (Lactuca sativa) und Gewöhnlicher Löwenzahn (Taraxacum officinale). Die Zucht gelang nachweislich mit verwelkten Blättern von Habichtskräuter (Hieracium), Vogel-Wicke (Vicia cracca), Labkräuter (Galium), Glockenblumen (Campanula), Buchen (Fagus) und Kronblättern von Anis (Pimpinella anisum). Die Raupe überwintert.

## Systematik
Die Art wurde 1809 von Adrian Hardy Haworth unter dem Namen Phalaena subsericeata erstmals wissenschaftlich beschrieben. Später erfolgten noch Beschreibungen unter weiteren neun Namen, die alle jüngere Synonyme sind.

## Gefährdung
Die Art gilt in Deutschland als gefährdet (Kategorie 3). In Nordrhein-Westfalen ist sie vom Aussterben bedroht (Kategorie 1). In Bayern ist der Status in der neuesten Fassung der Roten Listen dagegen von „ausgestorben“ (Kategorie 0) auf „Extrem seltene Arten und Arten mit geographischer Restriktion“ geändert worden. In Baden-Württemberg wurde der Status „stark gefährdet“ (Kategorie 2) in „nicht gefährdet“ geändert.
Die Bestände nehmen auch in England deutlich ab.
Für Baden-Württemberg wird erwähnt, dass die Art dort anscheinend in Ausbreitung begriffen ist.